# Papa Leone V
Leone V (Ardea, ... – Roma, settembre / gennaio 903 / 904) è stato il 118º papa della Chiesa cattolica per circa 40 giorni, da luglio a settembre del 903.

## Biografia

### Origini e l'elezione
Nativo di Ardea (37 km a sud di Roma), cittadina vicina a Roma, venne eletto come successore di Benedetto IV nel luglio del 903. Monaco benedettino del monastero di Brandallo, al momento dell'elezione era sacerdote e, secondo il Moroni, cardinale. Il dato che suscita però maggior interesse è il fatto che non facesse parte del clero romano, per le lotte tra formosiani e antiformosiani romani. Ciò si può interpretare con il fatto che le parti, non potendosi mettere d'accordo su un candidato romano, ne scelsero uno di cui fosse nota l'alta reputazione.

### La deposizione
Nel settembre del medesimo anno, Leone fu deposto dall'antipapa Cristoforo, che aveva in cura la chiesa di San Lorenzo in Damaso e che fu consacrato prete dallo stesso Leone. Si possono fare delle considerazioni riguardo a questo improvviso cambio di regime:
- Alcuni storici suppongono che Cristoforo fosse formosiano tanto quanto Leone e che vi fosse stata una spaccatura nella loro fazione perché alcuni non accettavano che un non romano ne fosse a capo[7].
- Altri identificano Cristoforo con un omonimo scomunicato ed esiliato da papa Giovanni IX perché aveva organizzato, assieme a papa Stefano VI e al vescovo Sergio (futuro Papa Sergio III), la tremenda e nefasta Synodus Horrenda.

### La durata del pontificato
Riguardo alla durata del suo pontificato, si possono fare invece due considerazioni:
- Essendo Cristoforo considerato chiaramente un antipapa, il pontificato di Leone V viene prolungato fino al gennaio del 904[4], quando il "legittimo" successore Sergio III si insediò nel Laterano. All'altezza di quella data, Leone V era già morto.
- Se si vuole, invece, considerare il periodo effettivo in cui Leone esercitò le sue funzioni, il suo pontificato durò soltanto fino al mese di settembre, come indica il Moroni.[8]

### La morte

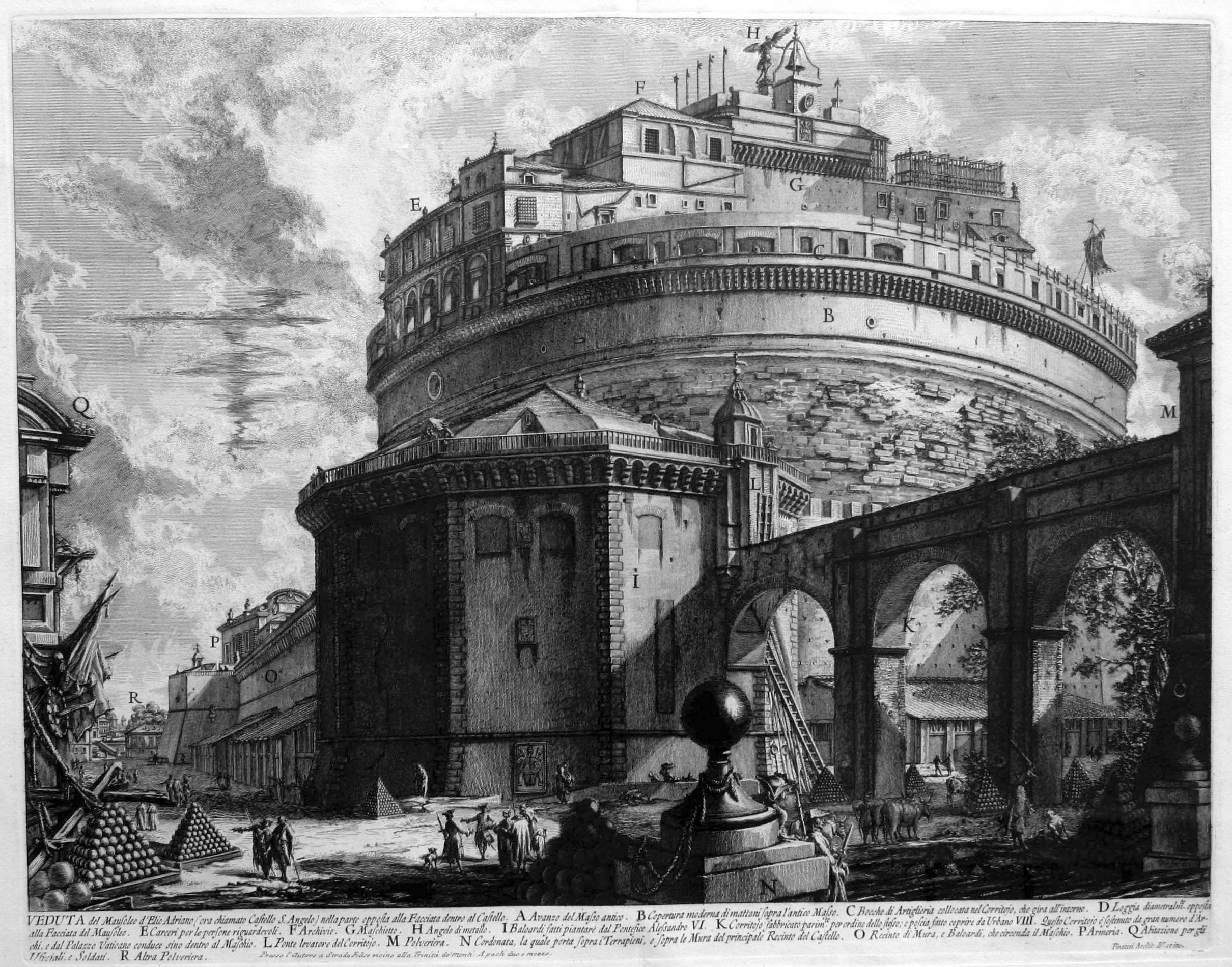
Giovanni Battista Piranesi (1720-1778), veduta di Castel Sant'Angelo sotto Alessandro VI, incisione. Castel Sant'Angelo era la prigione durante il periodo del papato, e quivi molti dei pontefici deposti (come Leone V) venivano incarcerati.

### La data
La stessa data in cui Leone morì è oggetto di discussione tra gli studiosi:
- Secondo alcuni (Ermanno il Contratto) Leone fu assassinato dallo stesso Cristoforo (alcune fonti dicono nello stesso settembre, altre a novembre, altre il 6 dicembre[3]), che a sua volta fu giustiziato da Papa Sergio III nel 904.
- Secondo altri (Ausilio di Napoli ed Eugenio Vulgario, formosiani), Leone fu ucciso insieme al deposto Cristoforo mentre entrambi si trovavano in prigione per ordine di Sergio III[7][9]. L'eliminazione dei due formosiani, Leone V e Cristoforo, pertanto, fa pensare alla volontà di eliminare i due predecessori e risalire direttamente a papa Stefano VI, predecessore della stessa tendenza politica di Sergio[10]. Si ritiene che Leone V sia stato sepolto nel Laterano[3].

## Leggende su Leone V
Una leggenda francese e bretone dell'XI secolo identificava Leone V con San Tudwal, monaco bretone morto il 30 novembre 564 e patrono di Tréguier. Secondo la leggenda, Tudwal, recatosi a Roma per ricevere udienza dal papa, trovò il seggio vacante perché nel frattempo il pontefice era morto. Clero, nobiltà e popolo erano occupati dall'elezione e, al suo arrivo, accadde un miracolo che fece cadere su di lui la scelta (qualcosa di simile a quanto successo ai papi Fabiano e Valentino). Da allora Tudwal assunse il nome di "Leone il Bretone" (Leo Britigena). La leggenda probabilmente ha origine nell'errata traduzione di "Pabu", titolo tipico di molti santi bretoni, con "Papa", e nel fatto che Tudwal era soprannominato "il leone bretone".